# Volta al País Basc 1924
La Volta al País Basc 1924 és la 1a edició de la Volta al País Basc. La cursa es disputà en tres etapes, entre el 7 i el 10 d'agost de 1924, per a un total de 623 km.
En aquesta primera edició es van inscriure un total de 69 ciclistes, dels quals finalment en van prendre part 38 i l'acabaren 29 d'ells. El vencedor final fou el francès Francis Pelissier, basant la seva victòria en la primera etapa amb final a Pamplona i conservant la seva distància.

## Etapes
| Etapa    | Data       | Recorregut             | Km  | Vencedor de l'Etapa     | Líder de la general     |
| -------- | ---------- | ---------------------- | --- | ----------------------- | ----------------------- |
| 1a etapa | 7 d'agost  | Bilbao-Pamplona        | 182 | Francis Pelissier (FRA) | Francis Pelissier (FRA) |
| 2a etapa | 8 d'agost  | Pamplona-Sant Sebastià | 268 | Henri Pélissier (FRA)   | Francis Pelissier (FRA) |
| 3a etapa | 10 d'agost | Sant Sebastià-Bilbao   | 173 | Simon Tequi (FRA)       | Francis Pelissier (FRA) |

## Classificació general
|    | Ciclista          | Equip     | Temps       |
| -- | ----------------- | --------- | ----------- |
| 1  | Francis Pélissier | Automoto  | 22h 46' 36" |
| 2  | Henri Pélissier   | Automoto  | + 14' 54"   |
| 3  | Charles Lacquehay | JB Louvet | + 14' 54"   |
| 4  | Victor Fontan     |           | + 14' 54"   |
| 5  | Simon Tequi       |           | + 19' 11"   |
| 6  | Jean Brunier      | JB Louvet | + 21' 43"   |
| 7  | Teodor Monteys    |           | + 22' 02"   |
| 8  | Henri Colle       |           | + 24' 54"   |
| 9  | Muç Miquel        |           | + 26' 41"   |
| 10 | Jaume Janer       |           | + 41' 15"   |